# Arròs negre
|  | No s'ha de confondre amb Arròs negre (varietat). |

L'arròs negre és un plat d'arròs sec, similar a la paella, però d'aspecte i gust diferents per la base de marisc i perquè sol contenir ceba i all, a diferència de la paella valenciana. La base del plat és la sèpia i el calamar, encara que freqüentment el brou es pot fer d'uns altres peixos i mariscs. Sobre aquest brou s'afegeix l'arròs, que es deixa coure de més a menys fins que l'aigua desaparega. L'aspecte negrenc de l'arròs és per la tinta del calamar que s'hi afegeix. Se sol menjar acompanyat d'allioli.